# フランス連合

フランス連合
Union française (フランス語)

国の標語: Liberté, égalité, fraternité（フランス語）
自由、平等、友愛国歌: La Marseillaise（フランス語）
ラ・マルセイエーズ
  フランス・メトロポリテーヌ  海外領土  信託統治  自由連合

| 先代                                      | 次代 |
| ----------------------------------------- | --- |
| フランス共和国臨時政府 フランス植民地帝国 | フランス共同体 ラオス王国 ベトナム臨時中央政府 北ベトナム カンボジア王国 フランス領ギニア フランス第四共和政 |
フランス連合（フランスれんごう、フランス語: Union française）は、フランス第四共和政が発足した1946年10月27日憲法に基づき、フランスと植民地の間で形成された国家形体を指す。

## 概要
第二次世界大戦終結後、宗主国であった国々は、長きにわたる戦争で疲弊しきっており、植民地であった地域での民族独立運動が激化した。この流れに対して、隣国のイギリスにおけるイギリス連邦に倣い、本国・植民地、保護領に平等な権利と義務をあたえた。
フランス連合はフランス第四共和政下における統一した連合体組織として成立し、その後1958年にフランス共同体に改編された。

## 構成
フランス連合は以下の5つで構成されていた。
1. フランス・メトロポリテーヌ（フランス領アルジェリアを含む）
2. 「旧」植民地、中でもカリブ海のフランス領アンティル（後の1946年に海外県となったグアドループ、フランス領ギアナ、マルティニーク、レユニオン）
3. 「新」植民地、海外領土に改名：コートジボワール、ダホメ、ギニア、モーリタニア、ニジェール、セネガル、フランス領スーダン、オートボルタ、コンゴ、ガボン、ウバンギ・シャリ、チャド、コモロ、フランス領インド、マダガスカル、ニューカレドニア、フランス領ポリネシア、サンピエール島・ミクロン島、フランス領ソマリランド
4. 自由連合：フランス領インドシナの保護国。他の保護国もフランス連合のメンバーになることが期待されたが、フランス保護領モロッコとフランス保護領チュニジアの統治者は連合への加盟を拒否した[1]。
5. 信託統治（フランス領カメルーンとフランス領トーゴランド）、委任統治の継承。

## フランス連合からの脱退
- カンボジア（1955年9月25日）[2]
- 南ベトナム（1955年12月9日）[3]
- ラオス（1957年5月11日）[4]